# Bacchus (Le Caravage)
Vous lisez un « article de qualité » labellisé en 2020.  Il fait partie d'un « thème de qualité ».
Ne doit pas être confondu avec Le Petit Bacchus malade de Caravage.
Pour les articles homonymes, voir Bacchus (homonymie).
Bacchus est un tableau du Caravage conservé au musée des Offices de Florence. Il a été peint à la fin du XVIe siècle, mais les experts sont partagés sur sa date précise ; il n'est pas non plus possible d'identifier un commanditaire certain, même s'il est établi que le tableau se retrouve rapidement dans la collection de la famille Médicis, où il est répertorié à partir de 1618. Une hypothèse courante consiste à penser que le premier commanditaire serait le cardinal del Monte, protecteur et mécène de Caravage, qui l'offrirait ensuite au grand-duc de Toscane Ferdinand Ier de Médicis. Dès lors, le tableau reste dans la collection Médicis jusqu'à son passage dans le fonds du musée des Offices. Longtemps oublié et presque abandonné dans les réserves du musée, il est retrouvé au début du XXe siècle puis identifié comme étant de la main de Caravage, essentiellement grâce à l'expertise de deux historiens de l'art italiens : Matteo Marangoni et Roberto Longhi. Cette toile est désormais devenue l'une des plus célèbres du peintre lombard ; elle appartient à une série d’œuvres qui traitent de sujets assez similaires et qui emploient le même type de modèle.
La toile semble représenter le dieu romain Bacchus en position semi-allongée, un verre de vin à la main tendu vers le spectateur comme une offrande, un plateau de fruits devant lui et la tête couronnée de feuilles de vigne. Plusieurs détails montrent qu'en réalité, le peintre ne représente pas directement le dieu mais un jeune homme déguisé en Bacchus. Il existe de nombreux débats d'experts pour déterminer la part du portrait ou de l'autoportrait dans cette œuvre, mais un relatif consensus s'établit désormais pour identifier le modèle comme étant Mario Minniti, un ami proche de Caravage, ce qui exclurait donc l'hypothèse du véritable autoportrait.
Il s'agit de l'une des deux représentations connues de Bacchus par Caravage, l'autre étant Le Petit Bacchus malade ; l'une comme l'autre datent de sa période romaine, lorsqu'il est encore très jeune et qu'il travaille auprès du cardinal del Monte. Le Bacchus des Offices est donc une œuvre assez précoce dans la carrière du peintre, mais elle présente déjà des caractéristiques techniques remarquables et montre que le jeune artiste a beaucoup avancé dans sa maîtrise de la composition comme de la couleur, dans le droit fil de ses prédécesseurs lombards. Deux motifs importants pour Caravage y apparaissent : celui de la nature morte, dont il est l'un des précurseurs, et celui de l'autoportrait. Le tableau oscille entre la scène naturaliste et l'allégorie, qui souligne le passage du temps et l'évanescence des plaisirs sensuels.

## Historique

### Datation et commanditaire

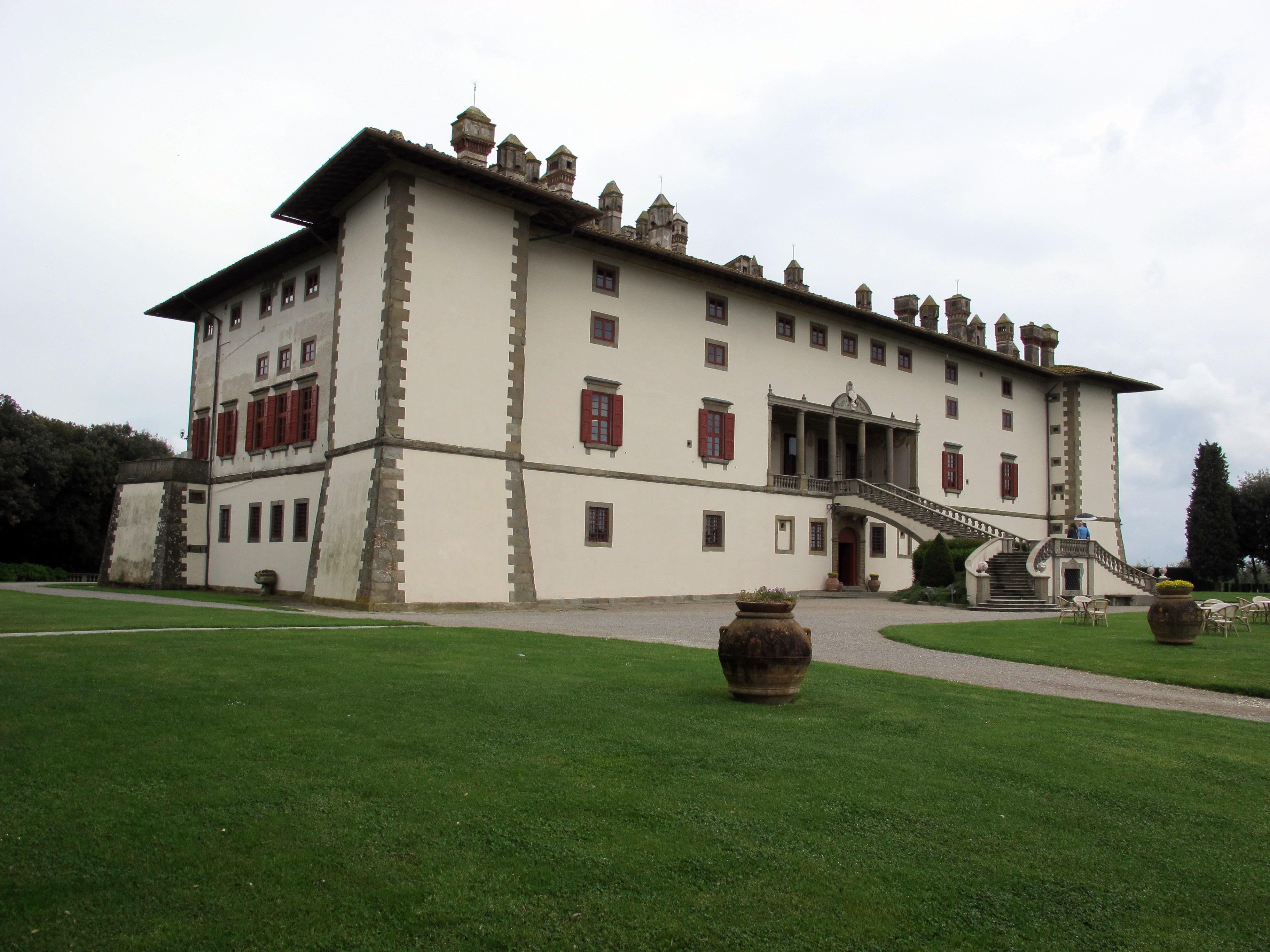
Il est possible que la toile soit offerte ou acquise par le grand-duc Ferdinand Ier de Médicis pour décorer sa toute nouvelle villa d'Artimino en Toscane, achevée en 1601.

Aucune source d'époque n'atteste avec précision du moment de la création du tableau, ni de l'identité de son commanditaire — si tant est qu'il y en eût un : ce vide documentaire mène à de nombreux débats de datation entre historiens de l'art depuis sa redécouverte au début du XXe siècle. Il n'existe qu'une seule brève mention connue d'un Bacchus réalisé par Caravage, mention due à son contemporain, le peintre Baglione dans son ouvrage de 1642 Vies des peintres : « Sa première œuvre fut un Bacchus avec plusieurs grappes de raisin de différentes espèces, tableau exécuté avec beaucoup d'application, mais d'une manière un peu sèche. » Sans que cela soit certain, il est désormais assez largement établi que Baglione fait bien référence au Bacchus des Offices.
La date de réalisation du tableau n'est donc pas du tout certaine, même s'il est établi qu'elle se situe à la toute fin du XVIe siècle : entre 1593 et 1594 pour certains spécialistes, vers 1596-1597,, voire jusqu'en 1602 pour d'autres. Le musée des Offices, qui conserve le tableau (sous le titre italien Bacco), indique une réalisation vers 1598 ; un relatif consensus entre experts maintient une date de réalisation antérieure à l'année 1600.
Quoi qu'il en soit, ce Bacchus appartient à la période romaine de Caravage et plus précisément à ce qui est parfois qualifié de « période del Monte », c'est-à-dire vraisemblablement la deuxième moitié des années 1590, lorsque Caravage est placé sous la protection et le mécénat du cardinal Francesco Maria del Monte. Il est d'ailleurs assez probable que le tableau soit initialement une commande du cardinal ou du moins qu'il en soit le premier acquéreur : en effet, del Monte est non seulement un avide collectionneur d'art mais aussi un grand amateur du thème dionysiaque, comme en témoigne l'inventaire de sa collection à sa mort.
Peut-être del Monte commande-t-il la toile à Caravage dans l'idée de l'offrir ensuite au grand-duc de Toscane Ferdinand Ier de Médicis, soit pour servir à la décoration de sa nouvelle villa d'Artimino, soit à l'occasion du mariage de son fils Cosme, tout comme il le fait pour la Tête de Méduse, autre tableau célèbre de Caravage : c'est en tout cas l'hypothèse retenue par les experts du musée des Offices, dans le droit fil de l'idée défendue par Mina Gregori. En effet, c'est en 1618, soit huit ans après la mort de l'artiste, que la toile est pour la première fois répertoriée au nom de Cosme II de Médicis. Dès lors, elle reste définitivement en possession de la famille Médicis, ce qui explique sa présence dans le musée des Offices à Florence.

### Attribution

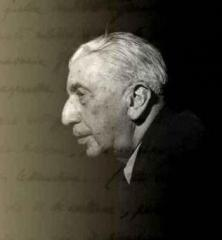
En 1916, l'historien de l'art Roberto Longhi identifie le style de Caravage en voyant cette toile anonyme abandonnée depuis longtemps dans les réserves du musée.

Deux experts italiens en histoire de l'art sont essentiellement responsables de la redécouverte du tableau puis de son attribution à Caravage : Matteo Marangoni et Roberto Longhi. En 1913, Marangoni, alors inspecteur des musées de Florence, est le premier à extraire la toile des réserves du musée des Offices, sans bien savoir identifier son origine mais en pressentant qu'il s'agit d'une œuvre importante en dépit de son triste état : 

« C'est justement dans l'un de ces dépôts […] qu'au milieu d'un tas de vieilles toiles déchirées, jetées par terre dans un recoin […], je découvris dans un état pitoyable la toile du Bacchus, à laquelle manquaient deux des quatre pièces de son châssis ; il y avait une éraflure dans la poitrine du jeune dieu, une autre dans le bas du tableau, tout empâté et jauni par les nombreuses couches de vernis, et un majestueux 4 à la craie qui la reléguait dans la dernière des quatre classes où avaient été réparties ces milliers de toiles déclarées indignes de figurer aux Galeries. […] Devant cette peinture si originale et « moderne » […] je restai surpris et désorienté, sans bien comprendre à quelle espèce d'ouvrage j'avais affaire. »

Il faut attendre 1916 avec l'intervention et l'expertise de Roberto Longhi pour saisir l'importance de cette toile et la relier à la trace documentaire laissée par Baglione,, comme le raconte encore Marangoni : « Lorsqu'en 1916 Roberto Longhi demanda à visiter les dépôts des Offices, c'est moi qui l'y conduisis et qui lui montrai, entre autres, le Bacchus. […] Il eut l'idée que ce pouvait être une copie ancienne de la peinture décrite par Baglione ». Le doute entre la copie ou l'œuvre autographe est ensuite progressivement levé, jusqu'au tournant de l'année 1922, lorsqu'une exposition décisive au palais Pitti permet de confronter nombre de toiles attribuées à Caravage et de commencer à établir un catalogue assez fiable de son œuvre.

### Contexte de création
L'assimilation du tableau à la période romaine signifie donc que le Bacchus appartient à une première étape dans la carrière de Caravage : celui-ci étant né en 1571, il est âgé d'environ 25 ans ou tout au plus 30 ans lorsqu'il réalise cette toile.
Au cours de cette période romaine, avant de trouver le gîte et une certaine sécurité chez Mgr del Monte, Caravage est passé par différents ateliers dont celui de Giuseppe Cesari alias Cavalier d'Arpin, qui « [l'emploie] à peindre des fleurs et des fruits » pendant de longs mois, comme en témoigne Bellori, son premier biographe. Celui-ci ne tarit pas d'éloges à propos de ces fleurs et fruits, « si bien imités que l'on affluait auprès de lui pour goûter cette suprême beauté qui nous délecte tant aujourd'hui ». Caravage est donc tout à fait entraîné à représenter des natures mortes, même s'il ne trouve alors que peu de plaisir à ne peindre que cela au lieu des figures qu'il apprécie tant.
Plusieurs tableaux de cette époque représentent de jeunes garçons androgynes, souvent traités à l'antique dans des scènes de genre (Les Musiciens, Garçon mordu par un lézard) ou mythologiques (Narcisse, Le Petit Bacchus malade) : le Bacchus des Offices en est souvent considéré comme le meilleur représentant, véritable chef-d’œuvre d'assurance et de virtuosité. C'est d'ailleurs devenu l'un des plus célèbres tableaux de Caravage.

Les tableaux de jeunesse montrent souvent de jeunes garçons androgynes en figure isolée.
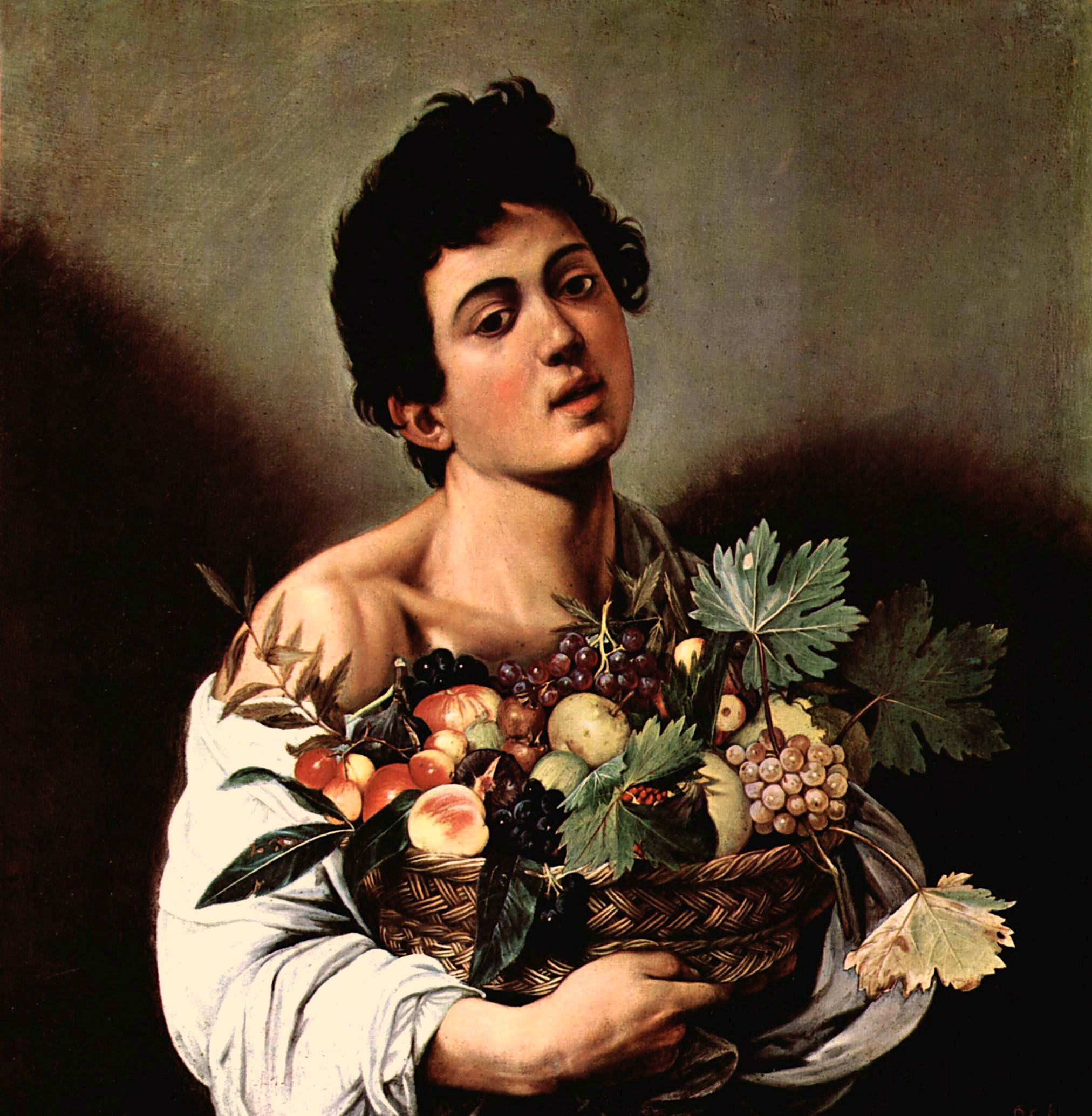
Garçon avec un panier de fruits, v. 1593.
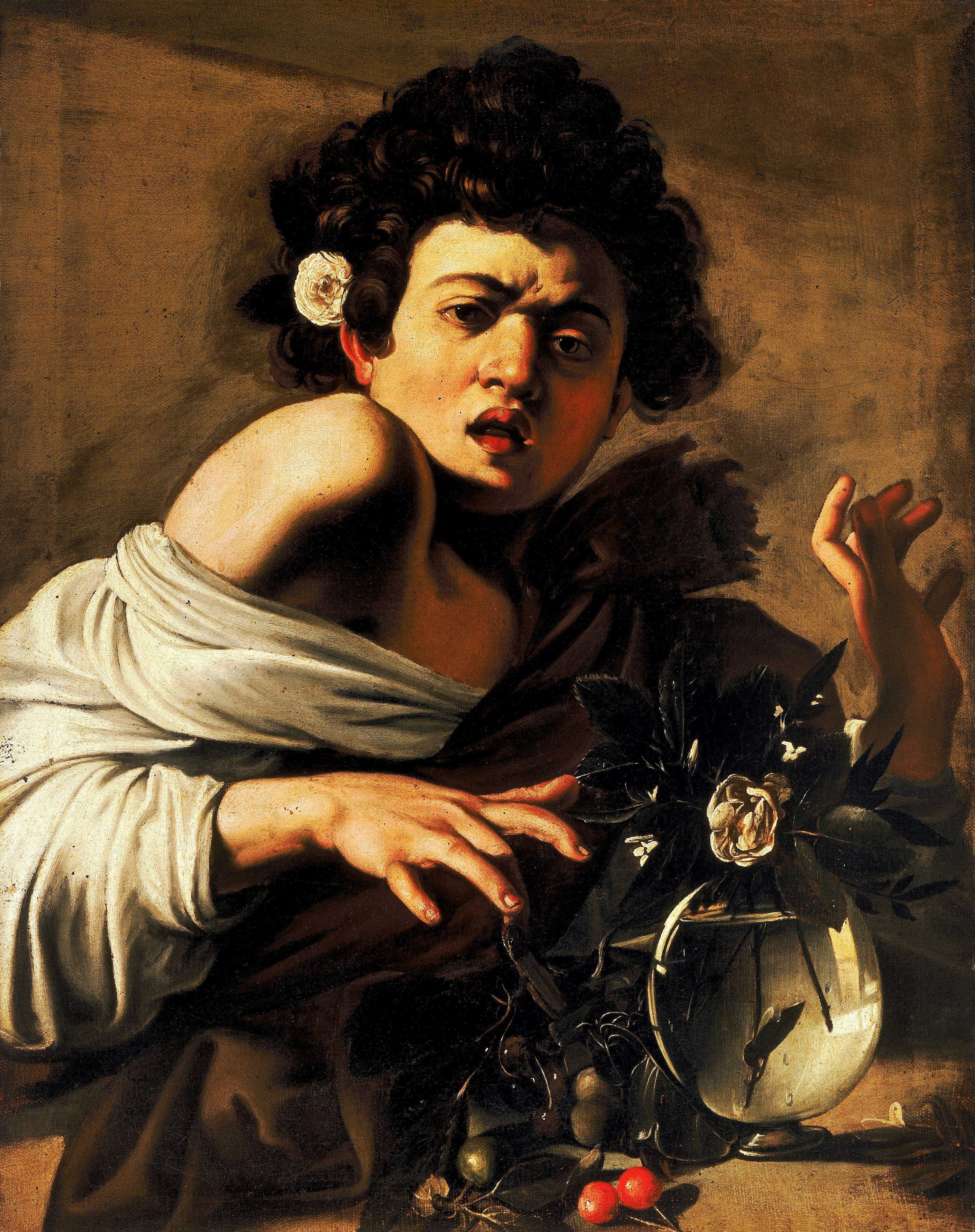
Garçon mordu par un lézard (version florentine), v. 1593-94.
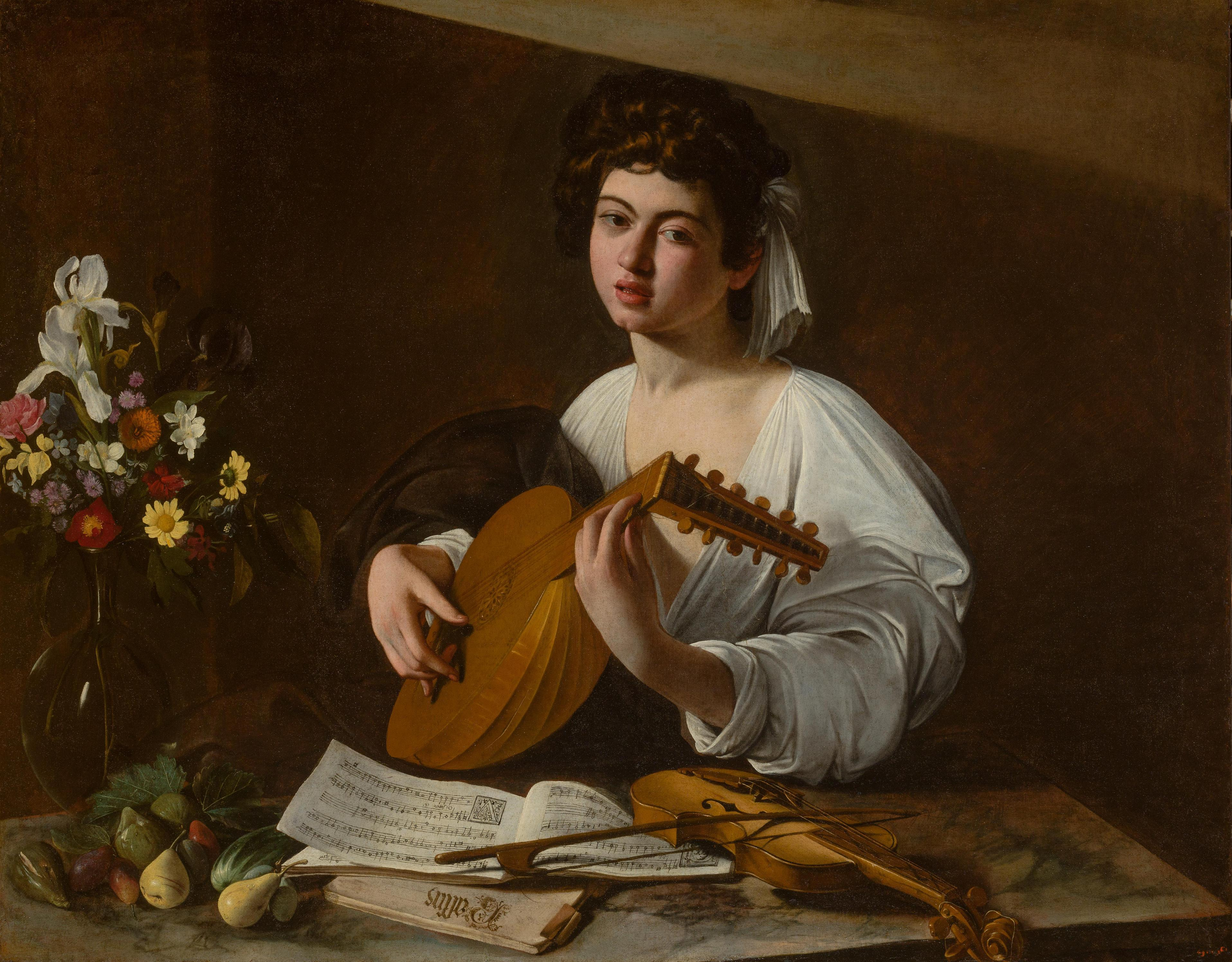
Le Joueur de luth (version pétersbourgeoise), 1595-96.

## Description

### État de la toile
L'œuvre est réalisée sur une toile de lin flamand de haute qualité, du même type que la toile qui sert de support au Repos pendant la fuite en Égypte de la galerie Doria-Pamphilj à Rome.
Au XXIe siècle, le tableau est toujours en bon état à part de menus accrocs, mais sa surface est devenue légèrement ridée à la suite d'un rentoilage ; il a bénéficié de trois restaurations au XXe siècle (en 1922, 1947 et 1980-1981). A. Brejon de Lavergnée estime en observant une ancienne photographie du tableau faite au moment de la redécouverte en 1913 que le premier travail de restauration a tout de même eu un effet négatif : .

### Sujet

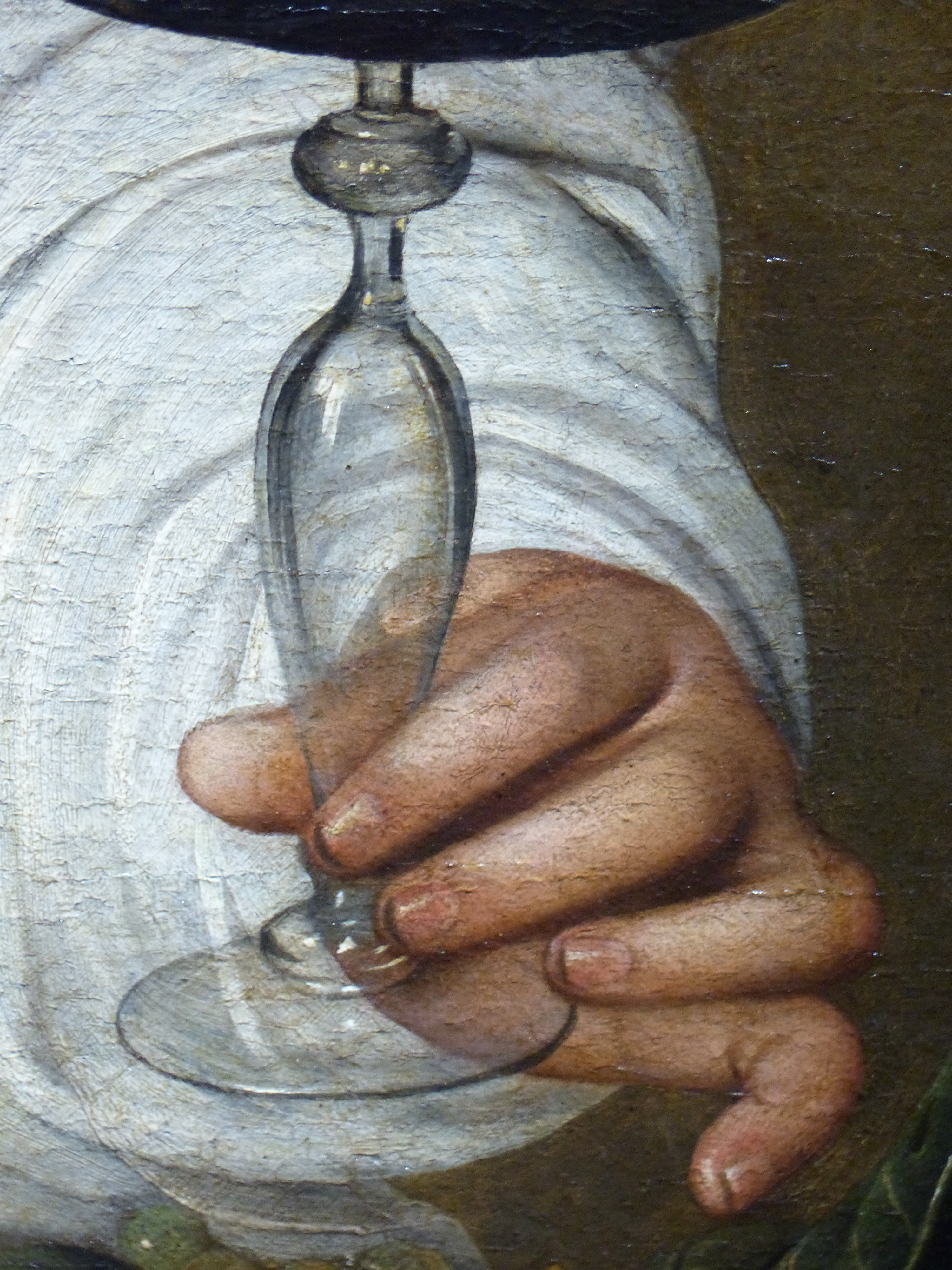
Le verre de vin que Bacchus tient à la main (détail).

Le sujet est classique : Dionysos, fils de Zeus et de Sémélé, est représenté ici dans sa version romaine de dieu païen, couronné de pampres de vigne, drapé à l'antique, une épaule dénudée, allongé et accoudé sur son triclinium . La toile épaisse dont il se drape peut faire penser aux lourds plis des statues romaines antiques. Devant lui est posée une corbeille de fruits, certains gâtés : la nature morte occupe dans ce tableau une place essentielle. Les fruits sont placés dans un fruitier en céramique, objet domestique courant à l'époque en Lombardie et qui se retrouve fréquemment dans les natures mortes contemporaines de Milan ou de Crémone. Le fond brun indistinct ne permet d'identifier aucun décor, à l'instar de la plupart des autres productions de Caravage ; l'ensemble de la scène paraît éclairée par une lumière naturelle venue de face mais qui ne projette cependant aucune ombre sur le fond.
Bacchus tient de la main gauche, par son pied, un élégant verre vénitien (que certains auteurs qualifient de cratère ou kylix) rempli de vin. La plupart des observateurs décrivent le vin dans le verre comme étant parcouru de vaguelettes, comme si la main de Bacchus — sans doute éméché — tremblait et que le liquide était proche de se renverser : cependant, Sybille Ebert-Schifferer juge pour sa part qu'un examen attentif permet de comprendre que c'est en réalité le verre qui serait simplement gravé de rainures concentriques. Le dieu tient de la main droite un ruban de velours, qui sert de ceinture pour fermer — ou pour ouvrir — la sorte de toge qui l'habille. La carafe d'où vient le vin est représentée à la gauche du tableau, posée sur la table ; des bulles apparaissent à la surface et le liquide sombre semble même instable, comme si le breuvage venait d'être versé.
Le peintre confère à son sujet un caractère antique, à l'image de scènes de banquets qui pouvaient se trouver dans les collections romaines de l'époque ; toutefois, il ne tente pas de faire passer son personnage pour un dieu mais il le représente bien comme un jeune modèle qui joue au dieu, qui se déguise. Ainsi, loin d'être allongé sur une véritable klinê antique, le jeune homme est étendu sur un sofa dont les coussins sont couverts d'un tissu contemporain rayé de bleu, à peine dissimulé par un drap blanc jeté par-dessus. De même, l'aspect supposé divin de Bacchus est contredit par divers détails qui obligent le spectateur à s'imaginer la séance de pose en atelier : le modèle a le visage et les mains rougis par le soleil comme les aurait un paysan, et ses ongles semblent bien sales. Ce jeune homme jouant au dieu est peut-être inspiré par les facéties des Bentvueghels, ces artistes flamands qui pouvaient alors se rencontrer à Rome et qui aimaient se déguiser en Bacchus à l'occasion de leurs beuveries.

### Portrait et autoportrait

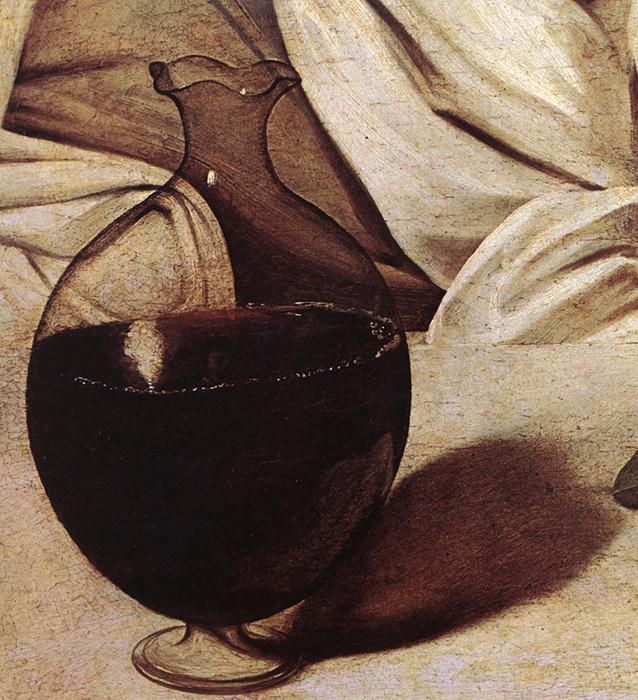
Dans les reflets de lumière sur la carafe, un examen attentif permet de voir ce qui ressemble à un visage : il pourrait s'agir d'un autoportrait caché de Caravage.

Sur la carafe, un reflet apparaît : un examen très attentif permet même d'y percevoir le reflet du peintre à son ouvrage ; il s'agirait donc d'une forme d'autoportrait. Ce portrait, bien que ténu, est repéré dès 1922 puis évoqué dans diverses publications dont celle, particulièrement notable, de Christiansen en 1986, qui souligne l'extrême finesse de l'exécution. Mais il est difficile aujourd'hui de parvenir à voir nettement les contours de ce visage, notamment à cause de l'effet néfaste des restaurations et de l'assombrissement graduel de l'ensemble du tableau. Toutefois, la présence de ce tout petit portrait d'homme dans le reflet de la carafe est confirmée en 2009 grâce à une analyse par réflectographie infrarouge : Mina Gregori se dit alors convaincue qu'il s'agit d'un autoportrait, à l'instar de Marangoni un siècle plus tôt :  « [cette] minuscule petite tête de jeune homme [rappelle] vraiment les traits physionomiques de Caravage ». Toutefois, ce détail si ténu et si peu visible ne convainc pas tous les spécialistes : par exemple, Ebert-Schifferer estime qu'il ne s'agit de rien de plus qu'un « mirage ».
La question de l'autoportrait se pose également pour la figure du dieu Bacchus lui-même. C'est une hypothèse que n'écarte pas Marangoni, qui propose d'y voir « une sorte d'autoportrait libre de Caravage adolescent », au même titre que pour le Garçon avec un panier de fruits. Pour ce chercheur, le « type androgyne » qui se retrouve dans Bacchus comme dans bon nombre d'autres œuvres de la même période « viendrait […] en grande partie de ce que Caravage se prenait lui-même comme modèle. Malgré l'harmonisation idéale puissante, on y entrevoit les traits fondamentaux de sa physionomie ». Il note d'ailleurs que le portrait a probablement été peint à l'aide d'un miroir puisque le modèle tient la coupe de la main gauche ; cette analyse est corroborée par celle de son collègue Hermann Voss,. Cependant, au fil des années, les chercheurs prennent une orientation souvent différente : c'est désormais la figure de Mario Minniti — le modèle régulier de Caravage — qui est le plus souvent évoquée, ce qui exclurait donc l'idée de l'autoportrait. Il s'agirait en tout cas du même modèle que, par exemple, celui du Garçon mordu par un lézard, du Joueur de luth ou de La Diseuse de bonne aventure. Le chercheur John Varriano remarque que les caractéristiques physiques des modèles de cette époque sont très évocatrices de celles des chanteurs castrats : ceux-ci rencontrent alors un succès populaire extraordinaire que l'on peut assimiler à celui que rencontrent de nos jours certaines stars médiatiques. Or Varriano souligne que l'un de ces castrati, Pedro Montoya, fait précisément partie lui aussi des protégés du cardinal del Monte. Il est donc permis d'imaginer qu'un tableau présentant des garçons efféminés comme ceux du Concert ou celui de Bacchus puisse avoir eu en son temps beaucoup de succès pour cette raison.

Des visages similaires font penser à l'emploi d'un modèle récurrent : sans doute Mario Minniti.
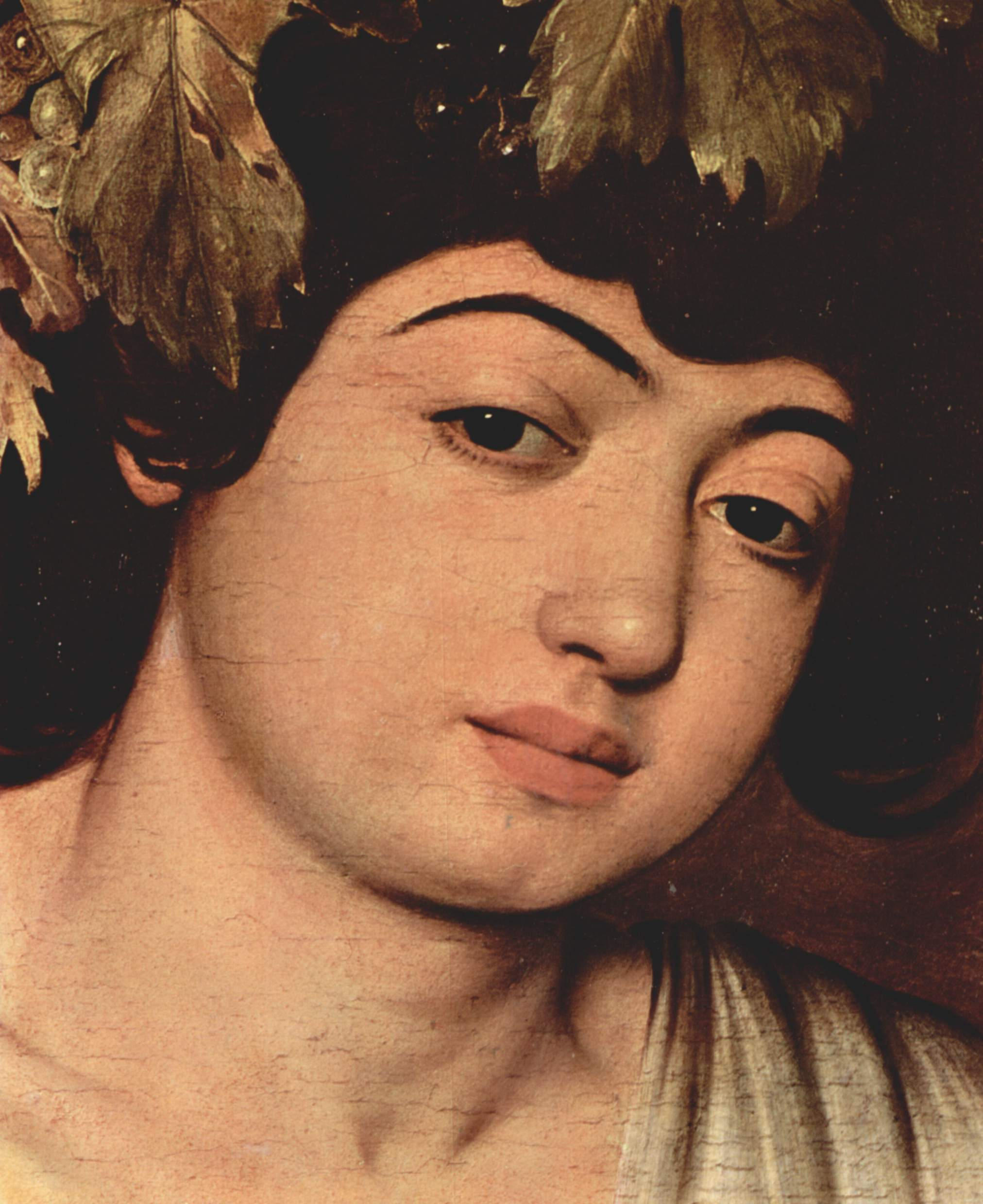
Bacchus
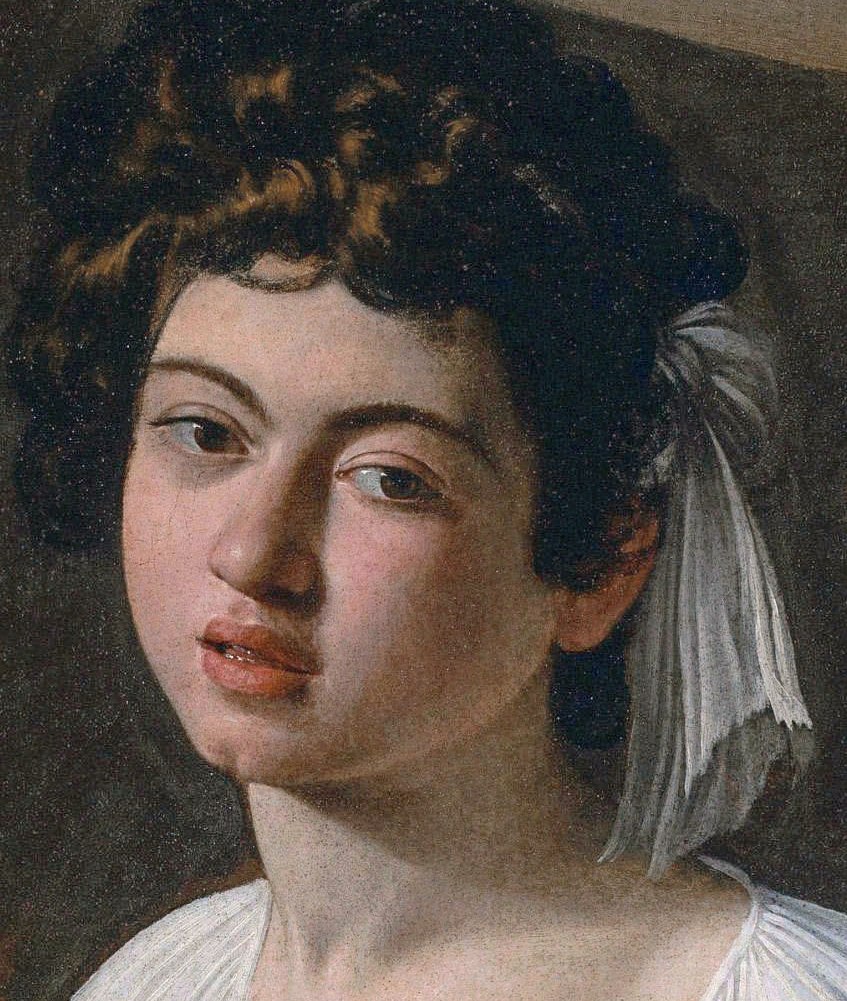
Le Joueur de luth (1595-96), musée de l'Ermitage.
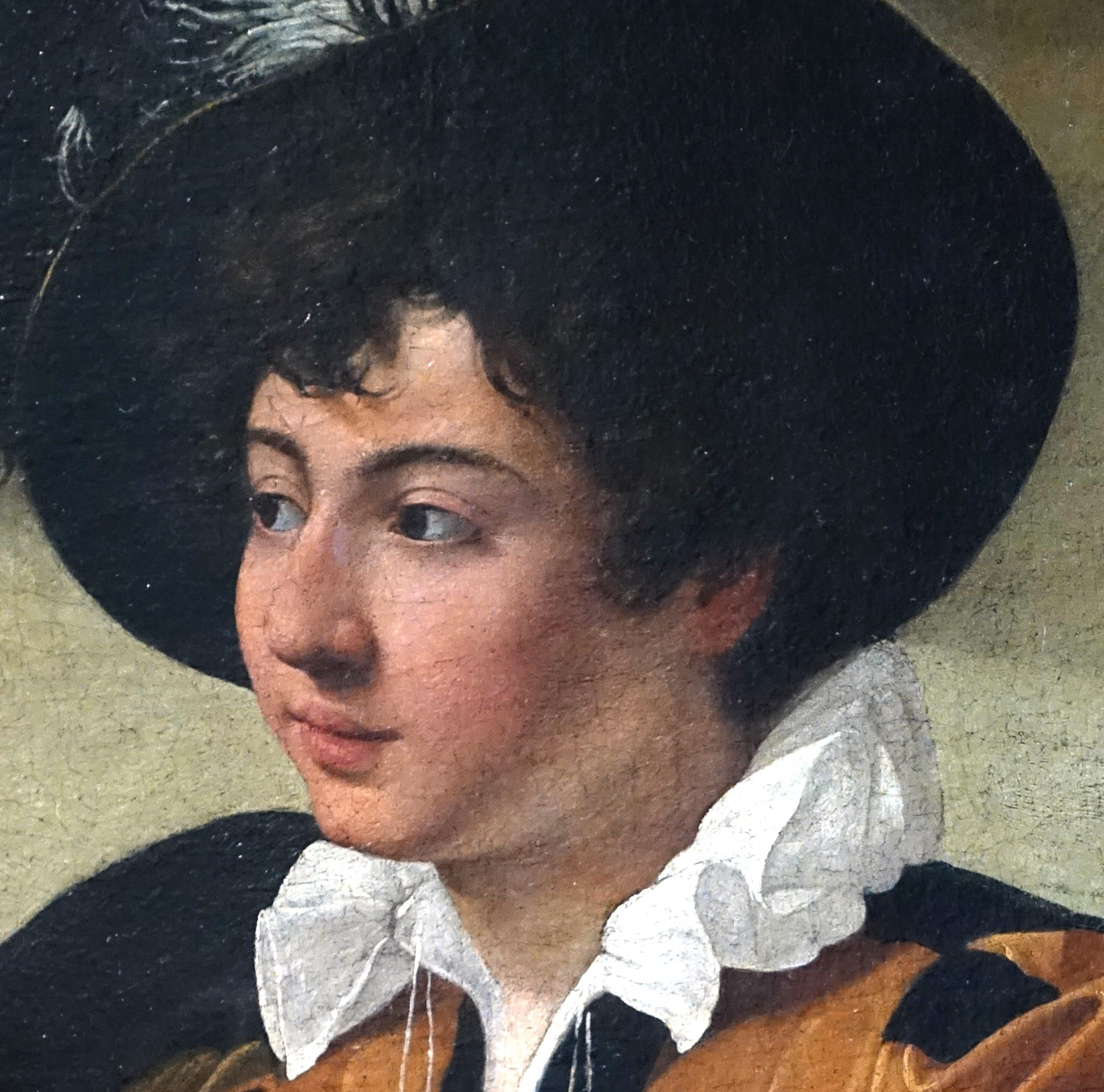
La Diseuse de bonne aventure (v.1594), musée du Louvre.

### La figure de Bacchus

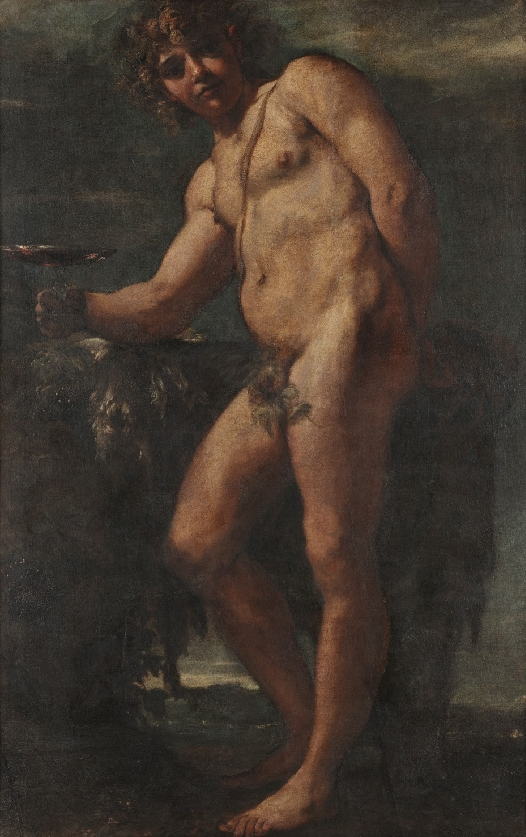
Caravage exacerbe l'aspect sensuel de son modèle, par contraste avec le Bacchus peint par son contemporain Annibale Carracci (v. 1590-91, musée de Capodimonte à Naples).

Le dieu que Caravage choisit de représenter est souvent décrit comme un jeune homme d'allure assez vulgaire, sans le moindre effet d'idéalisation divine mais qui présente plutôt des traits ordinaires, sinon grossiers : Salvy le décrit comme « androgyne et joufflu, au nez camus, aux lèvres charnues ». Marangoni parle lui aussi d'une « grosse face joufflue et ronde, ravivée par deux gros yeux très noirs et un peu languides ». La plupart des commentateurs font état de cet aspect androgyne — qui n'est pas surprenant par rapport à la vision classique du dieu Bacchus — mais aussi volontiers sensuel, extraverti voire aguichant ; ainsi Catherine Puglisi : 

« Avec son visage rond et ses joues lisses encadrées d'une masse splendide de boucles noires, le modèle adresse au spectateur un regard provocant, accentué par des sourcils épilés dessinés au fard. Si l'invitation à partager l'ivresse festive du vin est analogue à celle du Bacchus d'Annibale Carrache, ici le dieu de Caravage promet en outre les plaisirs de l'amour […]. »

L'expression du modèle n'est pourtant guère marquée, même s'il regarde le spectateur droit dans les yeux : la bouche est fermée et le regard peu expressif, contrairement par exemple au Joueur de luth que Caravage peint à la même époque et qui lui ressemble en bien des points. Lorsque Frans Hals, trente ans plus tard, reprend dans Le Joyeux Buveur cette idée de composition avec le geste du bras tendu qui offre un verre de vin, il choisit d'ailleurs de donner à son personnage une mine plus démonstrative. Mais l'attitude du dieu de Caravage montre qu'il cherche à établir un lien intense avec le spectateur : paradoxalement, le traitement apparemment mythologique et allégorique de ce thème répond surtout aux canons de l'art du portrait et offre même au spectateur un sentiment d'intimité et de proximité plus grand que dans les véritables portraits que produit le peintre, comme celui d'Antonio Martelli ou de Fillide.
Enfin, le bras droit dénudé fait écho à deux tableaux proches, Le Petit Bacchus malade et le Garçon avec un panier de fruits : par rapport à ce dernier, Caravage emploie une même position et une même posture de la main, mais l'anatomie de l'épaule est cette fois beaucoup mieux maîtrisée. Le travail sur le bras est sans doute, comme pour le Bacchus malade, inspiré par la Sybilla persica de Peterzano — ancien maître d'apprentissage du jeune peintre lombard — ainsi que par Le Christ aux outrages de Dürer.

## Analyse

### Symbolisme
Tout dans cette composition appuie la symbolique du renouveau de la végétation et de l'ivresse mystique : le vin, les feuilles de vigne de la coiffe, la corbeille de fruits et de feuilles, certains gâtés, la mine alanguie du personnage divin (vraisemblablement incarné par le modèle habituel de cette époque, Mario Minniti). Même si le symbolisme lui-même est relativement simple et direct, la sophistication de l'ensemble de l'œuvre provient probablement de la jeunesse du peintre inspirée au contact de l'érudit qu'est son protecteur, le cardinal del Monte.
Sur le plan de l'allégorie, le choix des éléments de la nature morte est assez aisé à comprendre — c'est d'ailleurs un code qui était déjà à l'œuvre au moment de la création du premier Bacchus quelques années plus tôt : les fruits (pommes, poires, raisin) évoquent une fin de saison ; leur état de maturité avancée (grenade éclatée, pomme véreuse, feuilles rougies, etc.) contribue à évoquer une notion de finitude et de méditation sur la fuite du temps, sur le caractère éphémère de la jeunesse et de la vie, ici incarnées par le dieu juvénile. Ainsi, le critique Alfred Moir y perçoit une morale sous-jacente, en dépit de l'évidente sensualité du corps alangui : le thème de la vanitas est proche, car si « le garçon triomphe dans la splendeur de sa jeunesse, […] celle-ci s'évanouira aussi vite que les bulles dans la carafe où l'on vient de verser le vin ». De même, Helen Langdon renvoie aux élégies romaines de Tibulle ou de Properce pour expliquer la mélancolie sous-jacente à l'image de Bacchus : bien que le dieu offre au spectateur les fruits et les richesses de l'automne, l'opulence de la nature morte ne peut empêcher de voir les signes de la décomposition à venir.

Caravage reprend la même symbolique dans d'autres œuvres de la même période.
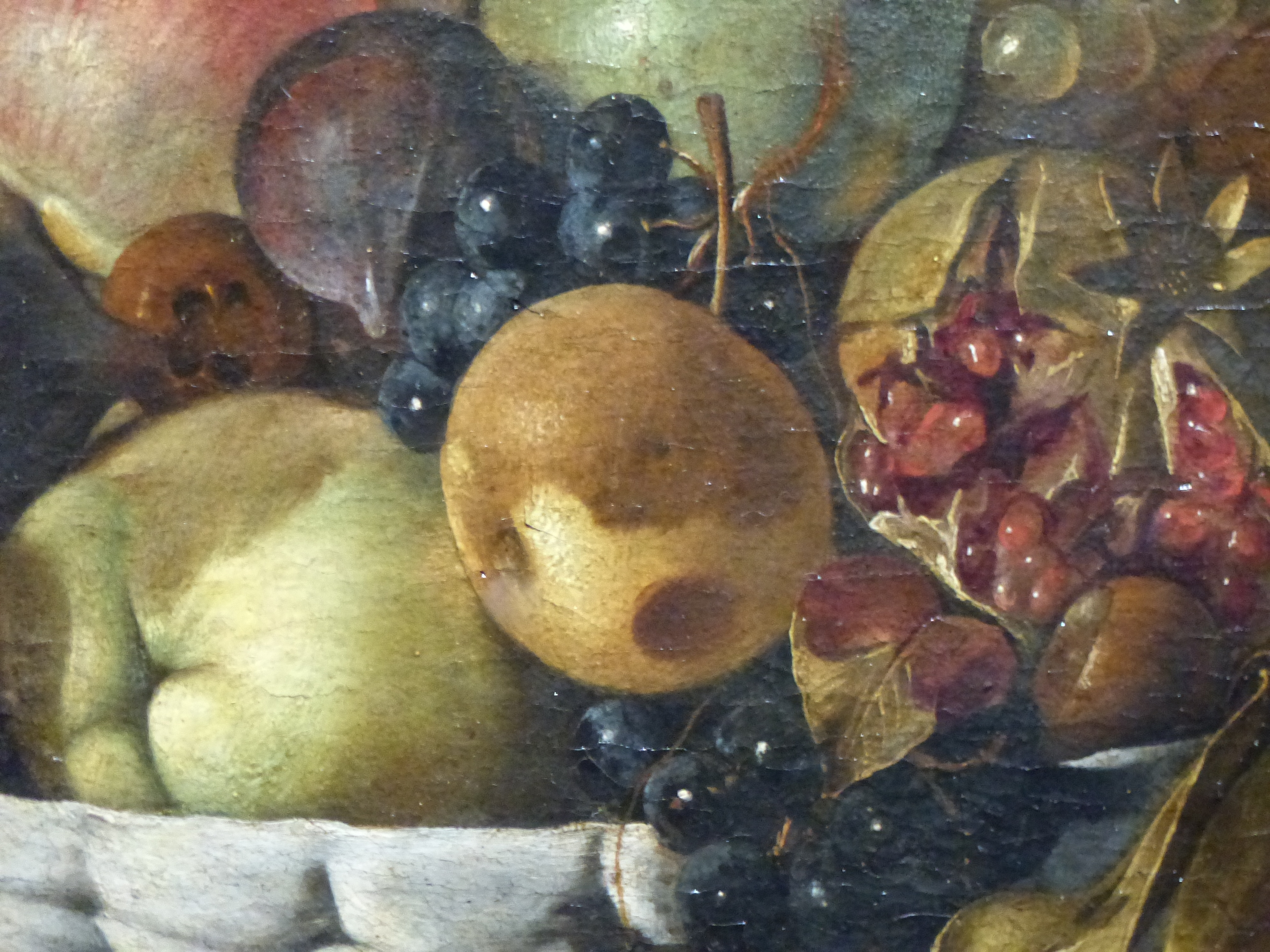
Détail de la corbeille de fruits du Bacchus.
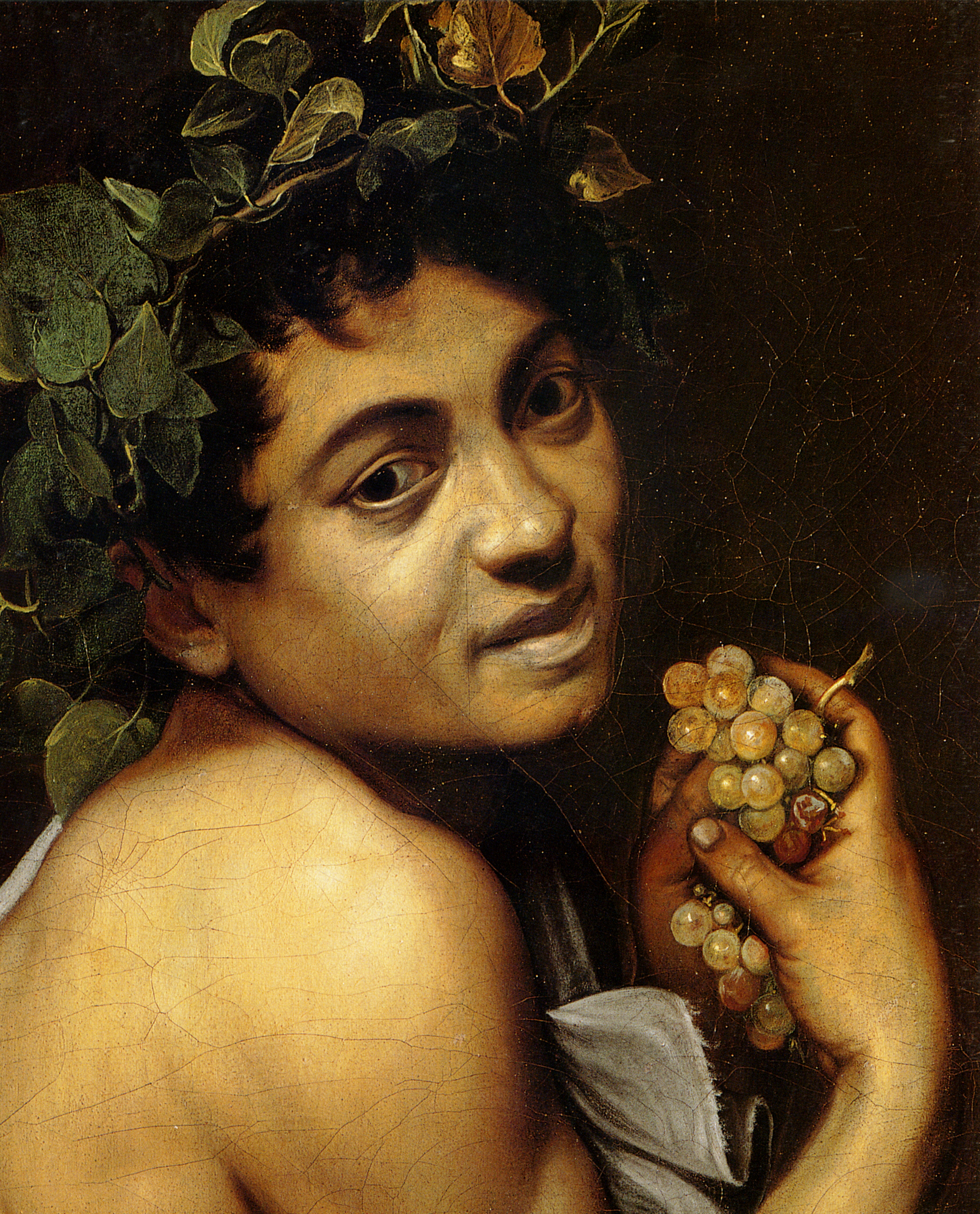
Détail du Petit Bacchus malade (1593-94) avec ses raisins gâtés.
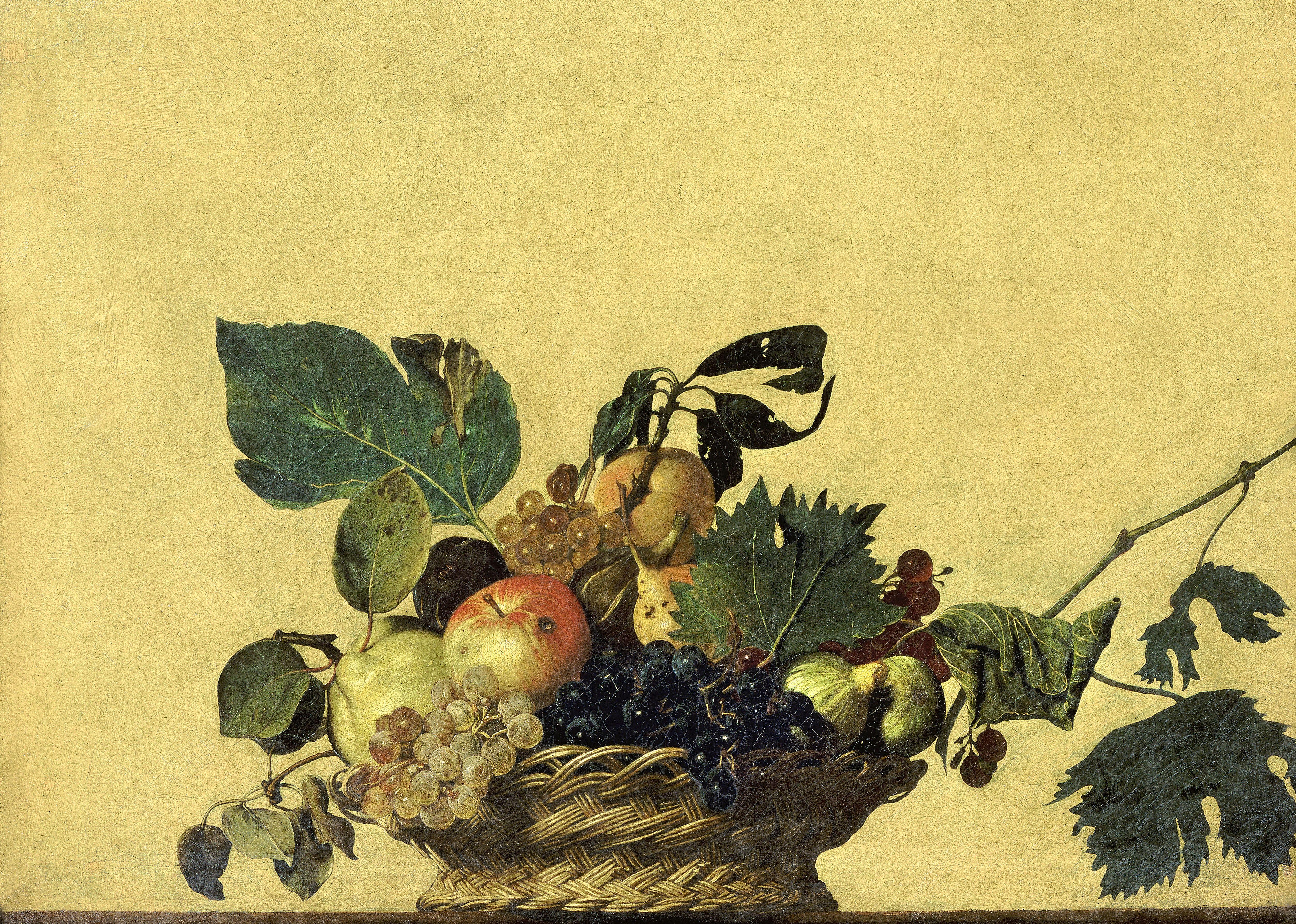
La Corbeille de fruits (1594-1602) est composée de feuilles et de fruits parfois pourris.

De même que la sensualité le dispute à la morale, de nombreux commentateurs soulignent que le Bacchus est typique de la manière dont Caravage aime à mêler le sacré au profane. Pour Andrew Graham-Dixon, l'attitude un peu interrogative du personnage, au sourcil levé comme pour lancer un défi, peut s'interpréter comme une façon d'inciter le spectateur à démêler les différents messages perceptibles dans le tableau. À première vue, la sensualité du tableau peut sembler exacerbée : ce garçon nonchalant à-demi nu, à peine recouvert d'un drap, ne semble-t-il pas jouer de manière suggestive avec l'attache de sa toge ? Néanmoins, l'aspect sacré — voire chrétien — n'est pas si éloigné ; non seulement la symbolique de la nature morte renvoie à l'idée de mortalité, selon le principe d'une vanité, mais encore peut-on percevoir au-delà de ce sombre constat un espoir tout à fait eucharistique dans un renouveau : la coupe de vin offerte est située juste au-dessus de la corbeille de fruits trop mûrs. Dans un contexte néoplatonicien typique de la Renaissance, il est logique de considérer les mythes classiques comme annonciateurs du dogme chrétien ; il n'est donc pas du tout irréaliste de concevoir une forme d'association d'idée entre la figure de Dionysos/Bacchus et celle du Christ qui, par la conversion de la coupe de vin en son sang, propose un don de soi désormais purement métaphysique. Il n'en reste pas moins que ce Bacchus adolescent peut s'interpréter de façons tout à fait diverses, voire opposées : aussi Alfred Moir évoque-t-il la notion d'« imposture » en soulignant le contraste entre certains aspects physiques du modèle qui sont très ronds, doux, apprêtés, et « le bras agressivement musclé et l'expression boudeuse et provocante » qui présentent un tout autre aspect de sa personnalité. Bernard Berenson n'allait-il pas jusqu'à parler à son propos de « dieu indien, destructeur et sans pitié » ?
Au-delà de l'interprétation symbolique, l'approche artistique retenue par Caravage peut être qualifiée de « naturaliste », à l'instar d'autres tableaux de la même époque comme La Diseuse de bonne aventure ou Les Tricheurs, et de façon assez typique des artistes du nord de l'Italie : le détail de l'autoportrait miniature dans la carafe de vin en témoigne, de même que celui des petites bulles sur une surface en mouvement, comme si la carafe venait d'être reposée sur la table. Mais si l'approche naturaliste correspond bien à l'esprit lombard du peintre pour l'époque, il semble en revanche que le mélange entre la scène de genre naturaliste et l'allégorie ait été mal compris dans le contexte florentin où arrive ensuite la toile — ce qui peut expliquer sa mise à l'écart et sa disparition rapide.

### Technique picturale et influences

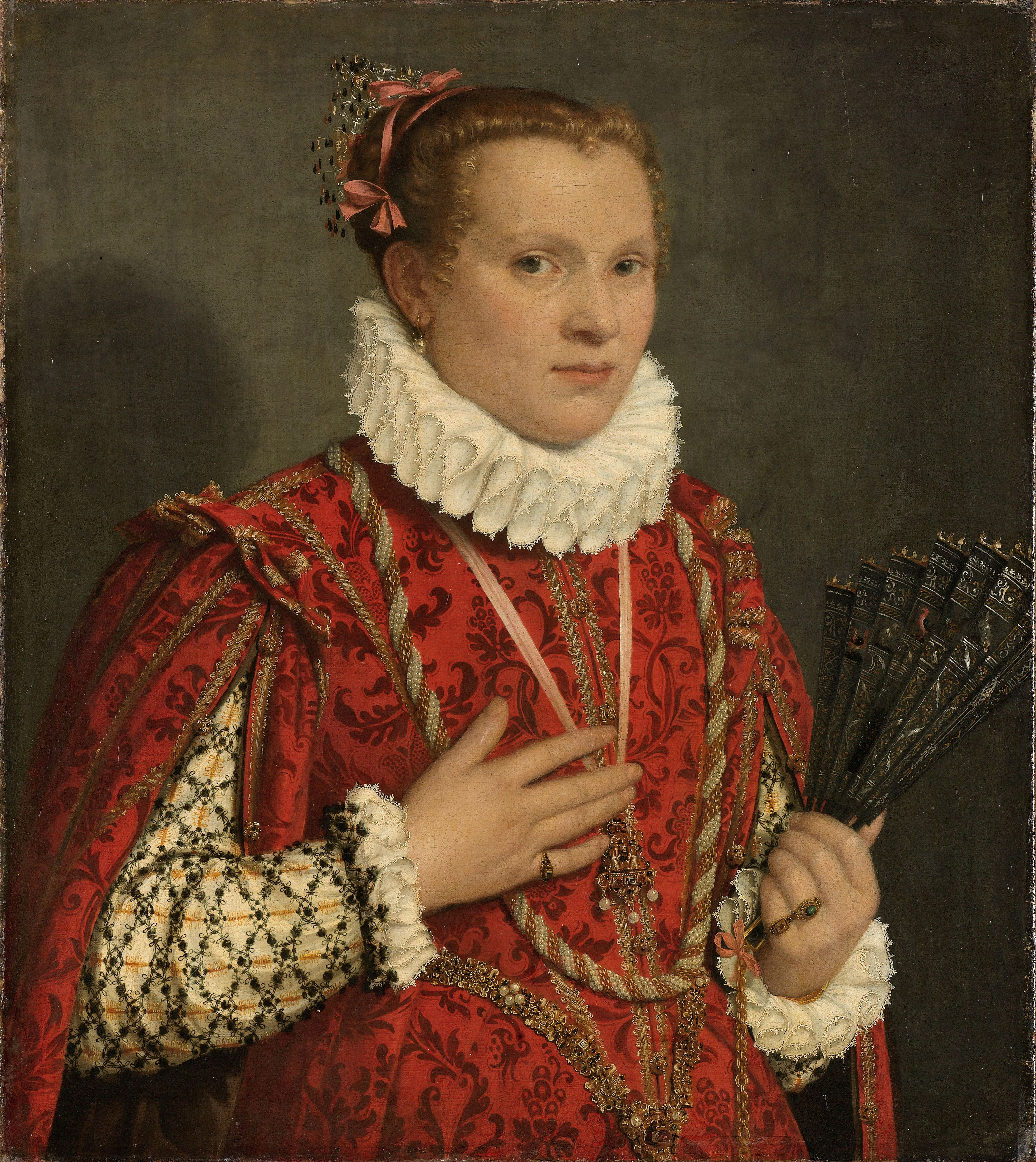
Avant Caravage, de grands portraitistes lombards du Cinquecento comme Moroni avaient développé une technique picturale d'un réalisme confondant, dont beaucoup d'aspects se retrouvent dans le Bacchus.
Portrait d'une jeune femme, Moroni, 1560 - 1578 (Rijksmuseum Amsterdam).

Le travail sur la couleur est ici marquant. En effet, l'un des éléments les plus frappants dans la technique de Caravage réside dans sa capacité à rendre la carnation de son modèle divin dans toute sa luminosité, notamment grâce à un jeu de contrastes entre le blanc des drapés et les tons rouille, bistre et vert sombre de la nature morte et du fond. Ces contrastes contribuent à donner du volume aux objets et accentuent l'illusion réaliste, ce que savaient et pratiquaient déjà de grands prédécesseurs de l'école lombarde de Brescia comme Moretto, Savoldo ou Moroni.
La lumière presque frontale et très directe (là encore évocatrice de Moroni) ne donne guère de vie à la composition, mais elle accentue les détails destinés à donner un effet d'instantanéité (comme les ondes à la surface du vin dans le verre) tout en soulignant la régularité des traits du modèle. La qualité picturale dans son ensemble témoigne d'une maîtrise technique extraordinaire, à la hauteur d'artistes comme le sculpteur Canova et le peintre Ingres, dont les modèles se situent également à mi-chemin entre le réalisme et l'idéalisation tout en conservant une sensualité subtile.
D'un point de vue formel, le jeune artiste tente à cette époque de résoudre un certain nombre de difficultés liées à son refus de passer par l'étape classique du dessin préparatoire. Peut-être grâce à l'influence de portraitistes comme Scipione Pulzone ou Jacopo Zucchi, il parvient à donner davantage de régularité et de plénitude aux visages, ce que montre, selon Mina Gregori, la comparaison du Bacchus final avec ses étapes précédentes visibles à la radiographie. André Berne-Joffroy estime pour sa part que le Bacchus apparaît comme « l'œuvre de quelqu'un qui veut affirmer sa maîtrise en frappant un grand coup ». Il est vrai que Caravage parvient à organiser sa composition de manière de plus en plus efficace, ainsi qu'en témoignent les analyses radiographiques comparées entre le Bacchus et Le Concert : les contours de la figure du dieu sont d'une netteté extraordinaire, dès la première approche. Keith Christiansen souligne à ce sujet que c'est à cette période que Caravage commence à employer une technique impliquant de fines incisions dans la couche picturale préparatoire, qui lui fournissent ensuite des repères précis de composition. Il est possible de repérer dans le tableau certaines incisions de ce type, notamment pour marquer le bord de table juste à gauche de la carafe, ou encore de part et d'autre de la bande bleue qui orne le coussin sur lequel s'appuie Bacchus.

## Postérité
En 2003, dans son tableau Laissez venir à moi les petits enfant (Caravage, Vélasquez) dont le titre ironique tiré des paroles de Jésus Christ fait référence aux scandales de pédophilie dans l'Église, Herman Braun-Vega fait apparaître  le portrait de Bacchus de Caravage derrière la figure du pape Innocent X peint par Vélasquez. Par cette appropriation de l'œuvre d'un artiste qui était protégé par l'Église malgré sa vie dissolue, Braun-Vega rappelle que l'Église a toujours eu une attitude hypocrite au sujet de la sexualité.